# Małgorzata Kożuchowska
Małgorzata Kożuchowska (Wroclaw, 27. travnja 1971.), poljska je filmska, kazališna i televizijska glumica, pjevačica, televizijska voditeljica i sinkronizatorica.
Odlikovana je odličjem »Gloria Artis« poljskog Ministarstva kulture za zasluge u kulturi te Redom poljske obnove, drugim najvišim civilnim odlikovanjem, za iznimne zasluge.

## Karijera
Diplomirala je na Dramskoj akademiji u Varšavi. Glumila je u Narodnom kazalištu u Varšavi, Narodnom kulturnom centru u Varšavi, Kazalištu Poljskog radija, Kazalištu Poljske televizije te u nekoliko kazališta u Varšavi (IMKA, Komedija, Scena na Woli).
Proslavila se ulogama u filmu »Kiler« i sapunici Lj kao ljubav, nakon koje je glumila u nizu televizijskih serija i filmova, od kojih nekoliko i strane proizvodnje.
Posudila je glas u brojnim popularnim crtanim filmovima: u sva tri dijela serijala Madagaskar (Glorija), Čudovištima iz ormara,  Putu oko svijeta u 80 dana, Kumbi i dr. Kao televizijska voditeljica radi na prvom programu Poljske televizije (TVP1). Izdala je i album elektronske glazbe 2006.

## Nagrade
Dvostruka je dobitnica Nagrade »Telekamera« za najbolju glumicu (2004. i 2005.), »Zlatne patke« za najbolju glumicu (2004.), »Srebrnog leptira« za popularizaciju javnog zdravlja (2005.). Proglašena je ženom godine 2007. u izboru poljskog izdanja časopisa Glamour, a 2013. i ženom desetljeća prema izboru istog lista.

## Osobni život
Udala se 2008. u Bazilici sv. Križa u Varšavi za novinara Bartłomieja Wróblewskiegog, s kojim je 2014. dobila sina. Zbog problema sa začećem odbila je povrgnuti se in vitro oplodnji, no uspjela je zatrudnjeti pomoću NaPro tehnologije, koja je u skladu s katoličkom vjerom koju ispovijeda.